# Daniel Carlos Silva Anjos
Daniel Carlos Silva Anjos (nacido el 23 de noviembre de 1979) es un exfutbolista brasileño que se desempeñaba como centrocampista.
Jugó para clubes como el Kawasaki Frontale, Gremio Inhumense, Estrela da Amadora y CS Pandurii Târgu Jiu.

## Trayectoria

### Clubes
| Club                  | País     | Año         |
| --------------------- | -------- | ----------- |
| Kawasaki Frontale     | Japón    | 2001        |
| Gremio Inhumense      | Brasil   | 2006        |
| Estrela da Amadora    | Portugal | 2006 - 2008 |
| CS Pandurii Târgu Jiu | Rumania  | 2008        |